# Constituciones de Centroamérica
Los países de Centroamérica iniciaron su vida constitucional al redactarse en Cádiz (España), la Constitución de 1812, que rigió en el territorio centroamericano de 1812 a 1814 y de 1820 a 1821. Al producirse la separación de España, proclamada en septiembre de 1821 por las provincias de Guatemala (que incluía a El Salvador) y Honduras y en octubre por la provincia de Nicaragua y Costa Rica, se decidió mantener temporalmente en vigencia la Constitución de 1812, aunque en diciembre de 1821 Costa Rica emitió la suya propia, el Pacto de Concordia. 

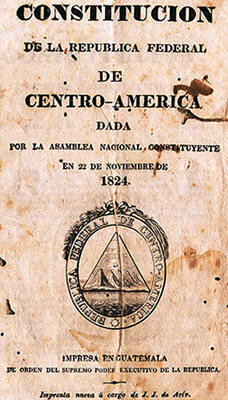
Constitución de Centroamérica de 1824

La vigencia provisional de la Constitución de 1812 continuó durante la breve anexión de Centroamérica al Imperio establecido en México por don Agustín de Iturbide (1822-1823), ya que el Reglamento Político del Imperio Mexicano, aprobado el 10 de febrero de 1823, no llegó a ser conocido en Centroamérica. En 1823 la Asamblea Constituyente de las Provincias Unidas del Centro de América ratificó la vigencia temporal de la Constitución de Cádiz.
En diciembre de 1823 la Asamblea aprobó un documento llamado Bases de Constitución Federal, que en mayo de 1824 se convirtió en la Constitución provisional de la Federación. El 22 de noviembre de 1824, la Asamblea aprobó la Constitución de la República Federal de Centroamérica de 1824, que fue sancionada por el primer Congreso federal en 1825.
La Constitución de 1824 estuvo teóricamente vigente hasta la disolución de la Federación en 1838-1839, aunque en múltiples oportunidades sus preceptos fueron letra muerta: por ejemplo, de 1826 a 1829 los órganos legislativos no funcionaron y en 1829 el gobierno del Presidente Manuel José de Arce y Fagoaga fue derrocado. En 1835 el Congreso federal aprobó un ambicioso plan de reformas constitucionales pero solamente lo aprobaron Costa Rica y Nicaragua y en consecuencia no entró en vigor.